# Ludmila Chybíková
Ludmila Chybíková, rozená Ludmila Kosourová (* 8. července 1918 Prštice – 9. ledna 1997 Praha), byla Těsnohlídkova Liduška, kterou 22. prosince 1919 jako sedmnáctiměsíční našel Rudolf Těsnohlídek se svými přáteli v lese nedaleko Bílovic nad Svitavou. Tento nález byl inspirací k Vánočním stromům republiky a k postavení Dětského domova Dagmar v Brně.
Sám Rudolf Těsnohlídek se k události vrátil v Lidových novinách 9. listopadu 1920, když matka stanula před soudem. (Byl jí vyměřen trest pěti měsíců těžkého žaláře, zostřeného ve čtrnácti dnech tvrdým ložem. Po malé Lidušce, jak připomíná Těsnohlídek, se ani nezeptala. „Našli jsme ji loni v předvečer Štědrého dne pod osamělým smrkem v bílovských lesích,“ vzpomíná spisovatel. „Šli jsme hledat vánoční stromek, maličkou drobnou jedličku. V dědině se již rozžíhala světla, protože se všady pilně uklízelo před svátky. Zapadli jsme do úvalu, jímž za letních nedělí procházejí tisíce výletníků. Nikdo tudy dnes nešel. Vracel se pouze hajný, jenž se pozdržel opatřuje chvoj k betlému do kostela. Pustili jsme se, abychom v lese docela nezatměli, do nejbližší seče po příkrém úbočí. Pracně vydrali jsme se po omrzlé zemi do půli stráně, kde bylo již rovněji a kde bylo možno rázněji vykročiti, ale tu kroky nás tří zadržel pláč lesní. Bylo to několik vran, jež krákorajíce výstrahu ostatním zapadly na protější stráň. Sletěly se, aby tu jako vždy vyčkaly smrt. Stanuli jsme v lidské, nešetrné zvědavosti, a tu zanesl k nám vítr slabý sten. Byl to dojemný nářek, bezbranný, umdlévající, loučení se světem. Tak naříkává vysoká, je-li smrtelně poraněna. Chtěli jsme jí zkrátit muka a zamířili jsme napříč podrostem k domnělé srnčí. Kolik tu bylo malých vhodných vánočních stromků, avšak nepovšimli jsme si ani jediného. Viděli jsme před sebou v tu chvíli jen rozložitý smrk. Blížíce se k němu, seznali jsme že sten je slábnoucím pláčem dítěte. Strnuli jsme úlekem. Představili jsme si, jak tu stojí ve vetchých hadérkách, v tenké sukničce a čeká. Snad je tu matka postavila v závětří houštiny, aby počkalo, až nasbírá klestí, a ono bojí se tmy a nadcházející noci, a proto pláče. Ale když jsme rozhrnuli poslední větve podrostu, spatřili jsme hrůzu větší, než jsme očekávali. Leželo tu malé robátko, nahé, jen čepeček na hlavě a košilku rozhalenou, na špinavé peřince. Malé tělíčko zmodralo již mrazem…"
Její matkou byla služka původem z Netína, otcem ruský válečný zajatec, který v této obci pracoval na konci první světové války.
Následně ji do své péče převzali bezdětní manželé Polákovi z Brna. Po základní škole se zaučila prodavačkou, pracovala také jako expedientka. V červnu 1938 se provdala za geologa Josefa Chybíka, po svatbě se přestěhovala do Prahy, kde prožila další život. Vychovala čtyři děti (nejmladší Ludmilu). Zemřela v lednu 1997 v Praze.